# Бье-Гуде, Шарль
Шарль Бье Гуде (фр. Charles Blé Goudé; род. 1 января 1972) — ивуарийской политик, основатель движения «Молодые патриоты». В 2010—2011 годах занимал пост министра по делам молодёжи, занятости и профессиональной подготовки Кот-д’Ивуара. В период Первой и Второй Ивуарийских войн выступал на стороне Лорана Гбагбо. Находился на скамье подсудимых Международного уголовного суда за преступления против человечности, но был оправдан.

## Биография
Родился 1 января 1972 года в Ниапраио. По национальности — бете.
В 1990 году вступил в Федерацию студентов и школьников Кот-д’Ивуара. В 1996-м стал национальным секретарем организации, затем, в 1998-м он сменил Гийома Соро на посту генерального секретаря, тем самым возглавив Федерацию.
В период с 1994 по 1999 год Гуде восемь раз был заключён в тюрьму за участие в антиправительственных студенческих мероприятиях. В 2001 году он создал Панафриканский конгресс молодёжи и патриотов. Движение выступило против империализма и неоколониализма.
В 2002 году, с началом гражданской войны, поддержал президента Лорана Гбагбо. Гуде основал движение «Альянс юных патриотов за национальный подъём», также известное как «Молодые патриоты». Организация отличалась радикальной националистической идеологией. В 2004 году на фоне французско-ивуарского конфликта лидер движения выступил по телевидению с призывом дать отпор французским войскам. Сторонники Гуде устроили погром кварталов, где проживали иностранцы, а также напали на 43-й батальон морской пехоты ВС Франции.
Гуде неоднократно делал публичные заявления, призывающие к насилию в отношении объектов и миротворцев ООН, а также иностранцев в целом. За это в январе 2006-го ему был запрещён выезд из страны, а его банковские активы заморожены.
После президентских выборов 2010 года политик назначен министром по делам молодёжи, занятости и профессиональной подготовки в правительстве премьер-министра Жанно Ауссу-Куадьо. Однако спустя несколько месяцев Гуде потерял этот пост в связи с победой оппозиции в военном конфликте с президентом Гбагбо. Вскоре экс-министр отправился в изгнание.
17 января 2013 года Гуде был арестован в Аккре (Гана) и передан Международному уголовному суду. Ему предъявили обвинения в совершении преступлений против человечности в ходе конфликта 2010—2011 годов. Первое судебное заседание по делу Гуде прошло 28 января 2016-го. 15 января 2019 года политик был оправдан. В мае 2021 года с Гуде были сняты ограничения, касаемые условно-досрочного освобождения.

## Образование
В 1991 году окончил бакалавриат в Абиджанском университете. Позже учился на степени магистра в области управления и предотвращения конфликтов в Манчестере (Великобритания), но, не получив диплом, вернулся на родину в связи с началом гражданской войны. Овладел английским языком.

## Бизнес
Шарль Гуде в значительной степени выиграл от своего привилегированного положения в окружении Лорана Гбагбо. Согласно французским дипломатическим источникам, он стал очень успешным бизнесменом, имеющим значительные доли от доходов отелей, ночных клубов, ресторанов, станций технического обслуживания и недвижимости в Кот-д'Ивуаре. По словам американских дипломатов, финансирование его деятельности полностью осуществлялось за счёт Гбагбо и его приближённых.

## Идеология
Долгое время Гуде был ярым антизападником и придерживался националистических настроений. За политиком числились крайние высказывания и преступления против иностранцев. В ноябре 2005 года он заявил, что сожалеет о злоупотреблениях в отношении жителей стран Запада и назвал себя пацифистом, выступая за ненасилие и отказ от оружия как средства достижения власти.